# Mi bemoll major
Mi bemoll major (també Mi♭M en la notació europea, i E♭ en la notació americana) és la tonalitat que té l'escala major a partir de la nota mi♭; està constituïda per les notes mi♭, fa, sol, la♭, si♭, do i re. La seva armadura conté tres bemolls. El seu relatiu menor és la tonalitat de do menor, i la tonalitat homònima és la de mi bemoll menor. La tonalitat enharmònica és re sostingut major.
Diverses grans obres de Beethoven estan en aquesta tonalitat, com la Simfonia "Heroica", el majestuós Concert per a piano núm. 5, "Emperador", Sonata per a piano núm. 26, "Els adéus", i la hipotètica Desena simfonia.
És una tonalitat molt adequada per als instruments de vent de metall. Per això moltes obres que tenen aquests instruments com a solistes estan en aquest to:
- Tres dels Concerts per a trompa de Mozart
- El famós Concert per a trompeta de Joseph Haydn
- La núm. 4, "La Romàntica", d'Anton Bruckner, amb un destacat tema per a la trompa en el primer moviment.

Chopin va compondre algunes obres, com el Nocturn, Op. 9 núm. 2 i l'Andante spianato i gran polonesa brillant, Op. 22. Mahler, va escriure en mi bemoll major la Simfonia dels mil.

## Cançons
Sovint s'usa mi bemoll major en la música gospel.
- Bridge Over Troubled Water (Simon and Garfunkel)
- You're Beautiful (James Blunt)
- Bad Day (Daniel Powter)
- Basie's Blues (Count Basie)
- Today (The Smashing Pumpkins)
- The Long and Winding Road (The Beatles)
- Fix You (Coldplay)